# Limnostygis
Limnostygis is een twijfelachtig geslacht van uitgestorven tetrapoden uit het Pennsylvanien van Nova Scotia. Het fragmentarische holotype-exemplaar werd gevonden in een versteende boomstronk in de Morien-groep. Vroeger werd gedacht dat het een limnoscelide was, maar dit exemplaar wordt sindsdien beschouwd als een chimaera, een combinatie van mogelijk ophiacodont en captorhinide materiaal.